# Hydropsyche smiljae
Hydropsyche smiljae är en nattsländeart som beskrevs av Marinkovic-gospodnetic 1979. Hydropsyche smiljae ingår i släktet Hydropsyche och familjen ryssjenattsländor. Inga underarter finns listade i Catalogue of Life.